# Martvili
Martvili (gruzínsky მარტვილი) je město ležící v západní Gruzii, 220 km severozápadně od Tbilisi. Žije v něm přibližně 4 100 obyvatel a je sídlem stejnojmenného okresu v provincii Samegrelo – Horní Svanetie.
Hlavními turistickými atrakcemi města jsou středověký klášter a krasové kaňony na řece Abašickali. V Martvili se také nachází vlastivědné muzeum. Místní ekonomika je založena na zemědělství a potravinářském průmyslu.
Původně se nazývalo Čkondidi (z výrazu „čkoni“, tj. „dub“, neboť podle legendy byl zdejší klášter založen na místě posvátného dubu). V letech 1936–1990 neslo město název Gegečkori podle místních rodáků, bolševických revolucionářů Saši a Jevgenije Gegečkoriových. Městská práva získalo v roce 1982. 
Sídlí zde fotbalový klub FC Merani Martvili. 

## Partnerská města
- Ardeşen (Turecko)